# Pseudocellus gertschi
Espèce
Synonymes
- Cryptocellus gertschi Márquez & Conconi, 1974

Pseudocellus gertschi est une espèce de ricinules de la famille des Ricinoididae.

## Distribution
Cette espèce est endémique du Veracruz au Mexique. Elle se rencontre vers Catemaco.

## Description
Le mâle holotype mesure 4,3 mm et la femelle 4 mm.

## Étymologie
Cette espèce est nommée en l'honneur de Willis John Gertsch.

## Publication originale
- Márquez & Conconi, 1974 : Un nuevo ricinulideo del genera Cryptocellus Westwood para la fauna de Mexico (Arthropoda, Arachnida). Journal of Arachnology, vol. 1, no 2, p. 73-84 (texte intégral).